# Korotaicha
Korotaicha (rusky Коротаиха) je řeka na severovýchodě Něneckého autonomního okruhu v Archangelské oblasti v Rusku. Je dlouhá 199 km. Plocha povodí měří 12 700 km².

## Průběh toku
Pramení na severovýchodním okraji Černyšjovy grjady a protéká tundrou, přičemž vytváří složité zákruty. V povodí řeky se nachází mnoho jezer. Ústí do Chajpudyrského zálivu Barentsova moře.

## Vodní režim
Zdrojem vody jsou sněhové a dešťové srážky.